# إيفا كرايغ غريفز دوغاتي
إيفا كرايغ غريفز دوغاتي (بالإنجليزية: Eva Craig Graves Doughty)‏ هي صحفية وكاتِبة أمريكية، (و. 1852  م).